# Благодатний Григорій Арнольдович
Григорій Арнольдович Благода́тний (нар. 15 березня 1910, Одеса — пом. 20 грудня 1979, Донецьк) — український радянський архітектор.

## Біографія
Народився 15 березня 1910 в Одесі (тепер Україна).
У 1933 закінчив Одеський інститут інженерів цивільного і комунального будівництва. Після здобуття освіти працював у проєктних організаціях Києва, з 1947 — Донецька.
Помер в Донецьку 20 грудня 1979 року.

## Споруди

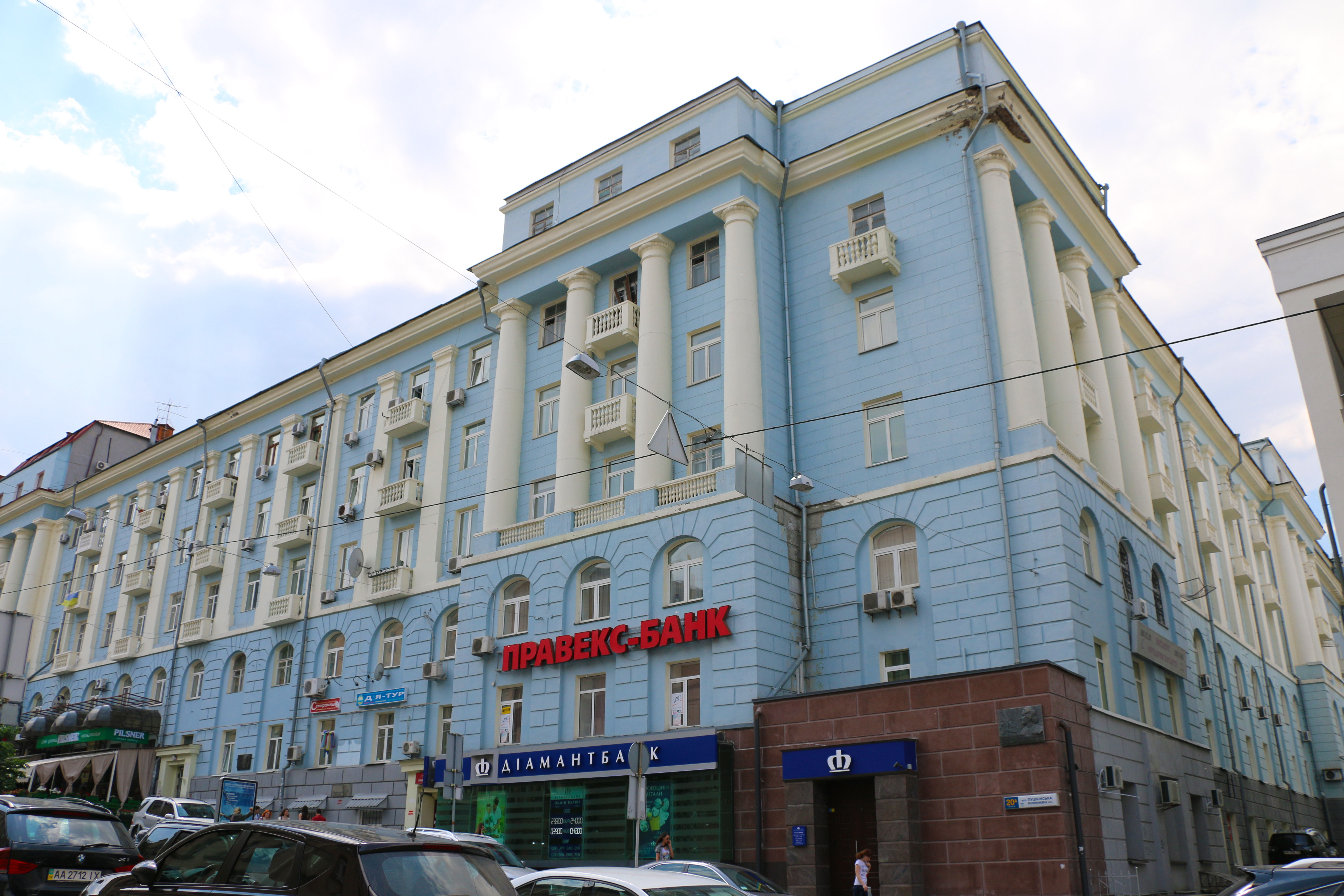
Будинок артистів оперного театру

- Житловий будинок артистів оперного театру на розі вулиць Пушкінської № 20а і Богдана Хмельницького № 7 у Києві (1937—1939, у співавторстві з Олександром Лінецьким та Семеном Барзиловичем);
- у Донецьку будинки:
  - індустріального технікуму (1949;
  - Донбасводтресту (1952);
  - міськради та міського комітету Комуністичної партії України (1964);
- адміністративний будинок у Макіївці (1967);
- будинок шахтарського Палацу ансамблю пісні й танцю (Кіровський палац культури).

Брав участь у розробці проєкту нового готелю на 500 номерів у Києві на Урядовій площі (1-а премія Всесоюзого конкурсу).